# Blauwvoeten op het oorlogspad
Blauwvoeten op het oorlogspad is het tiende album uit de stripreeks Lucky Luke. Het verhaal werd geschreven en getekend door Morris en verscheen in 1956 in het stripblad Spirou. Het album werd in 1958 uitgegeven door Dupuis. Een indianenstam, de Blauwvoeten, belegert het stadje Rattlesnake. Maar Lucky Luke leidt de verdediging.

## Verhaal
Lucky Luke probeert een valsspeler, Cucaracha, te arresteren. Hij raakt de Mexicaan kwijt en vermoedt dat deze naar Mexico is gevlucht. Maar niets is minder waar. Hij raakt verzeild in het gebied van de Blauwvoet-indianen, en wordt voor het opperhoofd gebracht. Curaracha weet de aan drank verslaafde chief al snel ervan te overtuigen dat Rattlesnake grote voorraden whisky heeft, en zet hem aan tot een aanval op de stad.
De Blauwvoeten beginnen een belegering en proberen de stad op alle mogelijke manieren te bezetten. Ze ondernemen een frontale aanval maar worden afgeslagen. Ze graven een tunnel die echter in de gevangenis uitkomt. Vervolgens tracht Curaracha in vermomming de verdediging te ondermijnen maar faalt. Ook een poging het stadje uit te hongeren mislukt nadat Lucky Luke een complete kudde bizons de stad in weet te jagen.
De Geelvoet- en Groenvoet-indianen arriveren, en in een gezamenlijke aanval dreigt de stad onder de overmacht te bezwijken. Maar dan komt de cavalerie, als altijd net op tijd, en is de stad gered door Lucky Luke.